# Bledě modrá tečka

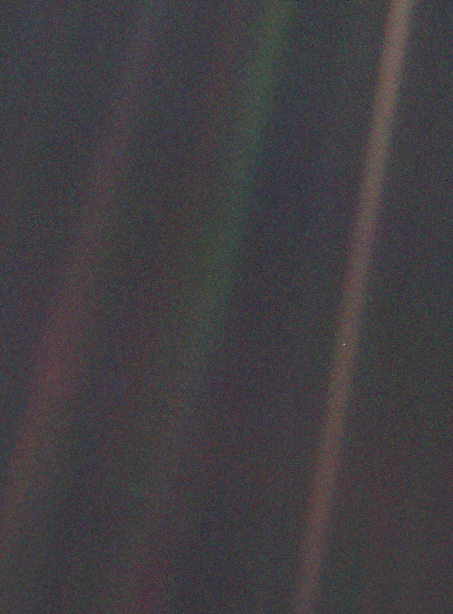
Země ze vzdálenosti 6,1 miliard kilometrů vypadá jako malá tečka (modrobílá skvrna zhruba uprostřed pravého hnědého pruhu) v temnotě vesmíru. Podle NASA má Země na pořízené fotografii velikost něco málo přes desetinu pixelu.

Bledě modrá tečka (v angličtině Pale Blue Dot) je fotografie planety Země, kterou v roce 1990 pořídila sonda Voyager 1 ze vzdálenosti 3,7 miliard mil (40,5 AU).
Po ukončení mise sondy Voyager 1 u vnějších planet se sonda vydala na cestu ze sluneční soustavy. Americký astronom Carl Sagan přišel s myšlenkou využít kamery sondy k pořízení fotografie sluneční soustavy z jejího okraje za drahou Neptunu. NASA jeho myšlence vyhověla a před vypnutím kamer z Jet Propulsion Laboratory zadala sondě příkazy, které natočily kamery zpět do sluneční soustavy.
Později Carl Sagan název fotografie použil v titulu své knihy z roku 1994 Pale Blue Dot: A Vision of the Human Future in Space.

## Fotografie
Sonda Voyager 1 byla vypuštěna 5. září 1977, před ukončením mise ve Sluneční soustavě Carl Sagan přišel s myšlenkou, pořídit fotografie sluneční soustavy, včetně Země ve chvíli, kdy bude sonda za dráhou planety Neptun. Dne 14. února 1990 po dokončení prvotních cílů byl z Jet Propulsion Laboratory odeslan sondě příkaz k otočení kamer zpět do sluneční soustavy a pořízení série fotografií jejích planet. Mezi 14. únorem a 6. červnem 1990 poslala sonda Voyager 1 šedesát fotografií, které zobrazovaly všechny planety sluneční soustavy, mezi fotografiemi byla i Bledě modrá tečka.
Vzdálenost sondy Voyager 1 od Země v době pořízení fotografie byla 3,7 miliard mil, podle webové aplikace Jet Propulsion Laboratory jsou vzdálenosti následující:
| Jednotky              | 14. února 1990   | 6. června 1990   |
| --------------------- | ---------------- | ---------------- |
| Astronomické jednotky | 40,4722269111071 | 40,6835761263791 |
| Kilometry             | 6 054 558 968    | 6 086 176 360    |

Fotografie byla pořízena přes modrý, zelený a fialový optický filtr. Světelný pruh přes Zemi způsobilo slunečnímu záření, úhel mezi Zemí a Sluncem byl velmi malý. Země zabírá na fotografii méně než jeden pixel – podle NASA „jen 0,12 pixelu.“